# 최지환 (1882년)
최지환(崔志煥, 일본식 이름: 富士山隆盛후지야마 다카모리, 1882년 2월 15일 ~ 1983년 5월 14일)은 일제강점기의 경찰 출신 기업인으로 조선총독부 중추원 참의를 역임하였다.

## 생애
대한제국 시절인 1906년에 경상남도 진주에서 진주경무서 순검(巡檢)으로 근무하고 있었다. 이 해에 대한제국 군대 해산으로 진주에 주둔한 진영대(鎭營隊)도 해산되어야 했는데, 무장한 군인들이었기 때문에 해산이 쉽지 않았다. 최지환은 진영대에 혼자 들어가기를 자청하여 중대장을 유인해 감금하고 해산을 성사시켜 유명해졌다.
1908년에는 전라남도관찰도 장흥경찰분서 경부로 재직했고, 1910년 한일 병합 조약이 체결되면서 조선총독부 경부가 되어 삼랑진경찰서, 동래경찰서, 진주경찰서에서 근무했다. 1917년부터 1920년까지는 평안남도 경무부에서 조선인 경찰이 올라갈 수 있었던 가장 높은 직급인 경시로 근무했다. 1920년부터 1921년까지 충청북도 경무부에서 경시로 근무했고, 1921년에는 충청북도 경찰부 보안과장, 충청북도 음성군수로 임명되었다.
1923년에는 관계로 전직하여 충청북도 영동군수에 임명되었고, 1927년부터 1932년까지 충청북도 충주군수를 역임했다. 1932년에는 평안북도 참여관 겸 문관보통징계위원회 평안북도위원, 1935년에는 충청남도 참여관 겸 문관보통징계위원회 충청남도위원을 지냈다. 1935년 총독부가 편찬한 《조선공로자명감》에 조선인 공로자 353명 중 한 명으로 수록되어 있다.
1936년부터 1942년까지 중추원 참의를 역임했으며, 일제 강점기 말기에는 기업가로 활동했다. 먼저 손을 댄 사업은 유흥 사업이었다. 본래 진주는 기생으로 유명한 도시였는데, 최지환은 기생조합을 부활시키고 권번 경영 허가를 받아 예기권번주식회사라는 기업을 운영했다. 그후 함경도로 건너가 협성상회라는 기업을 설립해 사장에 취임하고 비료와 명태, 소금, 석유 등도 취급했다.
1941년 조선임전보국단 발기인을 역임하는 등 태평양 전쟁에 적극 협력한 행적이 있다. 최지환은 강연과 좌담회 등을 통해 전시 체제 지원을 여러 차례 역설했다. 1944년에 진주극장에서 '학병장행회'라는 행사가 개최되었을 때 진주부윤을 대신해 참전하는 학생들에게 축사를 한 일도 있다. 일본군에게 비행기를 헌납하자는 운동에 앞장서서 함경도민들의 모금으로 '부민호'를 헌납하는데 큰 공을 세웠다.
광복 이후 대한민국에서 발간된 《반민자 죄상기》라는 서적에서는 최지환의 창씨명(일본식 이름)인 '후지야마 다카모리'(富士山隆盛)가 일본의 상징인 후지산(富士山)과 정한론으로 유명한 일본의 군인, 정치인인 사이고 다카모리(西鄕隆盛)의 이름에서 따온 것을 지적하면서 그를 "일본놈 되지 못한 것을 한탄했던 황국(일본 제국) 광신자"라고 비난했다. 1949년 반민족행위처벌법이 공포되면서 반민특위에 검거되었으나 곧 보석으로 풀려났다.

## 사후
2002년 발표된 친일파 708인 명단 중 경시, 도 참여관, 중추원 부문에 수록되었으며 2008년 민족문제연구소가 정리한 친일인명사전 수록예정자 명단에도 중추원, 관료, 경찰의 세 분야에 선정되었다. 2009년 친일반민족행위진상규명위원회가 발표한 친일반민족행위 705인 명단에도 포함되었다.

## 같이 보기
- 조선총독부 중추원
- 조선임전보국단

## 참고자료
- 전갑생 (2003년 7월 25일). “최지환 '일본놈 못된 것 한탄하는 황국광신자' - [발굴] 기생 주식회사 자본가에서 중추원 참의까지 오른 친일파”. 오마이뉴스. 2008년 3월 1일에 확인함.
- 임수현 (2002년 3월 5일). “친일 인사 최지환 하판락은 누구인가”. 바른지역언론연대. 2008년 6월 9일에 확인함.[깨진 링크(과거 내용 찾기)]